# Dichorisandra macrophylla
Dichorisandra macrophylla är en himmelsblomsväxtart som beskrevs av Henry Allan Gleason. Dichorisandra macrophylla ingår i släktet Dichorisandra och familjen himmelsblomsväxter. Inga underarter finns listade.